# Calle Molesworth
La Calle Molesworth (en  inglés: Molesworth Street) está situada en el extremo norte del distrito central de negocios de Wellington, la capital de Nueva Zelanda. Va desde el extremo norte de Lambton Quay, la calle principal del centro de Wellington, en dirección norte a la calle de sentido único que une el distrito de negocios con Tinakori Road, y a través de esta, con las principales rutas al norte de la ciudad. La calle se llama así por Sir William Molesworth, octavo barón, un destacado miembro de la compañía de Nueva Zelanda. Hay otra calle Molesworth, en el área metropolitana de Wellington, situada en el suburbio de Lower Hutt de Taita.